# Дмитриевка (Благовещенский район, Башкортостан)
Дмитриевка (баш. Дмитриевка) — деревня в Благовещенском районе Башкортостана, относится к Николаевскому сельсовету.

## Население
| 2002 | 2009 | 2010 |
| ---- | ---- | ---- |
| 309  | ↗326 | ↗343 |

Национальный состав
Согласно переписи 2002 года, преобладающая национальность — русские (91 %).

## История
Село Дмитриевка (Рязановка), было основано в 1830-е годы как поселение при Благовещенском заводе и в момент своего создания называлось Дмитриевская слобода, по фамилии директора завода Дмитрия Дмитриевича Дашкова. Известно и другое название — Рязановка, связанное с тем, что Дашков переселил в слободу не только жителей Благовещенского завода, но и крепостных крестьян из своего имения в Рязанской губернии. По последней ревизии в данном селении насчитывалось 438 душ мужского пола.
Сразу после отмены крепостного права крестьяне образовали Дмитриевское сельское общество, в распоряжении которого оказалось 2209 десятин надельной земли. И в 1870 году деревня вошла в состав Благовещенской волости.
Это было очень крупное поселение — здесь проживало более тысячи человек. Среди крестьян было много Назаровых, Киняшевых, Шабаевых, Рубцовых, Проскуряковых, Харабриных, Мыльниковых, Строевых, Барановых. Также проживали Дойницыны, Барыкины, Дьячковы, Полушкины, Бабкины, Беспаловы, Плешаковы, Лосевы, Поташовы, Мамаевы, Крутовские и другие. Многие жители Рязановки имели однофамильцев или дальних родственников в Благовещенском заводе и соседнем селе Николаевка (Семеновка).
Первоначально Дмитриевка входила в приход Благовещенского завода, затем — Николаевки. Но уже в 1886 году в селе появилась своя деревянная церковь — Покровская. Первым священником стал Виктор Андреевич Лебедев. К концу столетия Покровская церковь стала приходской, но её приход состоял только из самого села — 1557 человек, включая 27 раскольников.
В 1890 году в Дмитриевке открылась школа грамоты, преобразованная спустя пять лет в церковно-приходскую школу. В конце XIX — начале XX веков учительницей в этой школе работала Екатерина Лопатина.
В селе была развита торговля: имелись хлебозапасный магазин, три бакалейные лавки, казённая винная лавка и даже пивная. На Белой стояла водяная мельница и располагалась пароходная пристань.
В начале XX века в Дмитриевке появилась земская одноклассная школа, кирпичное здание которой сохранилось до наших дней. В 1909 году в школе работало два учителя и обучалось 82 ученика.
К 1913 году село разрослось — в нём проживало 1812 крестьян. В ходе столыпинской реформы было укреплено 137,76 десятины надельной земли, и жители Дмитриевки купили 173,86 десятины укреплённой надельной земли. Большинство крестьян села имели также купчую землю, большая часть хозяйств входило в земельное товарищество. Общая площадь купчей земли составляла 1163 десятины — 1046,9 десятины находились в товарищеской собственности, а 116 десятин в единоличном владении 19 хозяев.
Дмитриевские крестьяне жили скромно, богатых было немного. Только двое из 304 хозяев имели более 40 десятин земли (надельной и купчей). При этом 52 хозяина имели менее пяти десятин, а в 24 хозяйствах посева не было. В 69 семьях дополнительный (или даже основной) доход давали промыслы и занятия несельскохозяйственного характера.
Приходским священником до 1912 года служил Иван Андреевич Казин, затем его сменил Анатолий Константинович Беляев. Любопытный факт: в 1914 году крестьянка Елена Сергеевна Плешакова была причислена к старообрядческой общине деревни Нижегородка Уфимского уезда.
С советских времён Дмитриевка относится к Николаевскому сельсовету.
В 1929 году в селе был организован колхоз «Бельский», первым председателем которого стал Павел Петрович Харабрин. В 1950 году этот колхоз вошёл в состав большого колхоза имени Жданова.
Разрушенная в советское время Покровская церковь недавно была восстановлена.

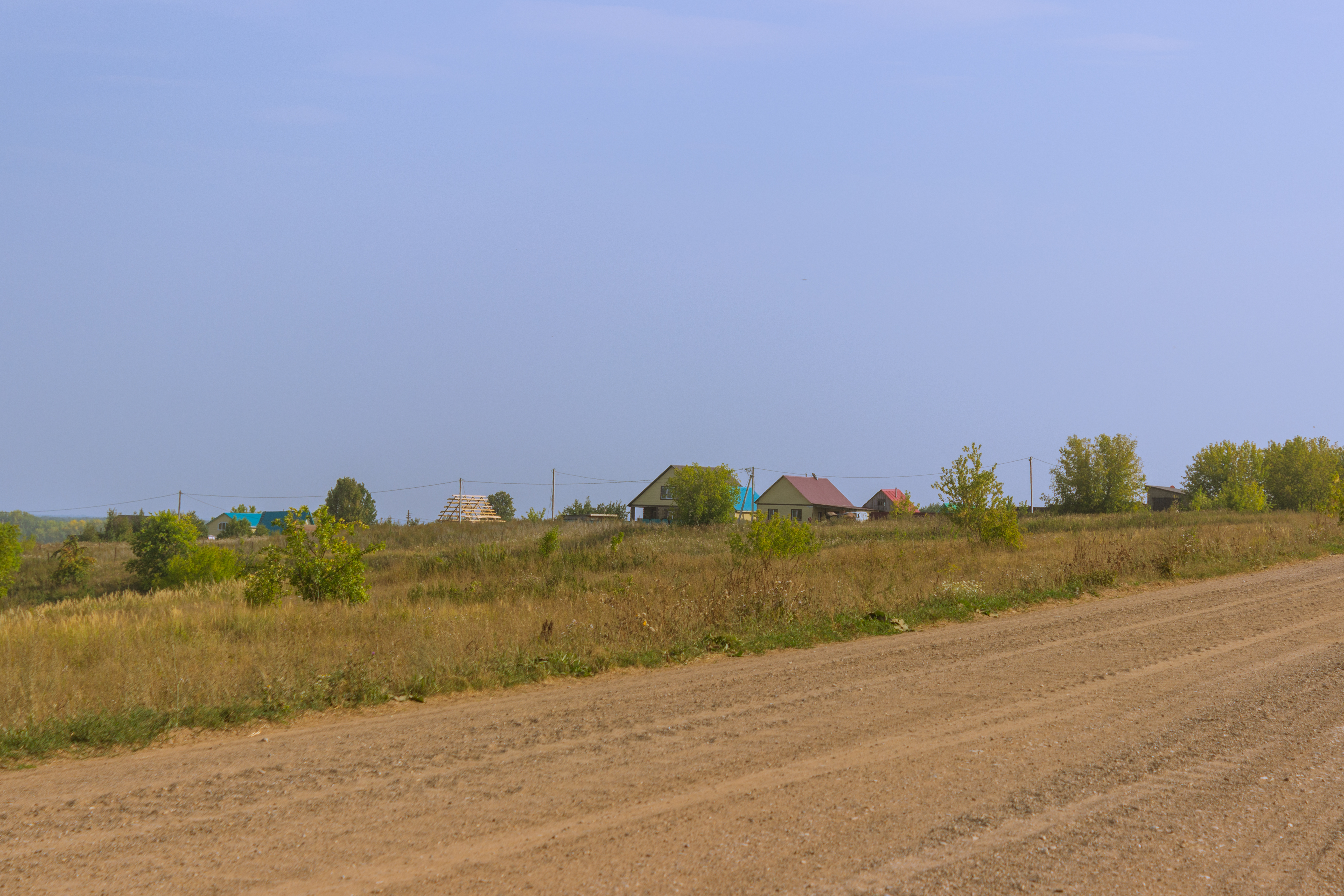
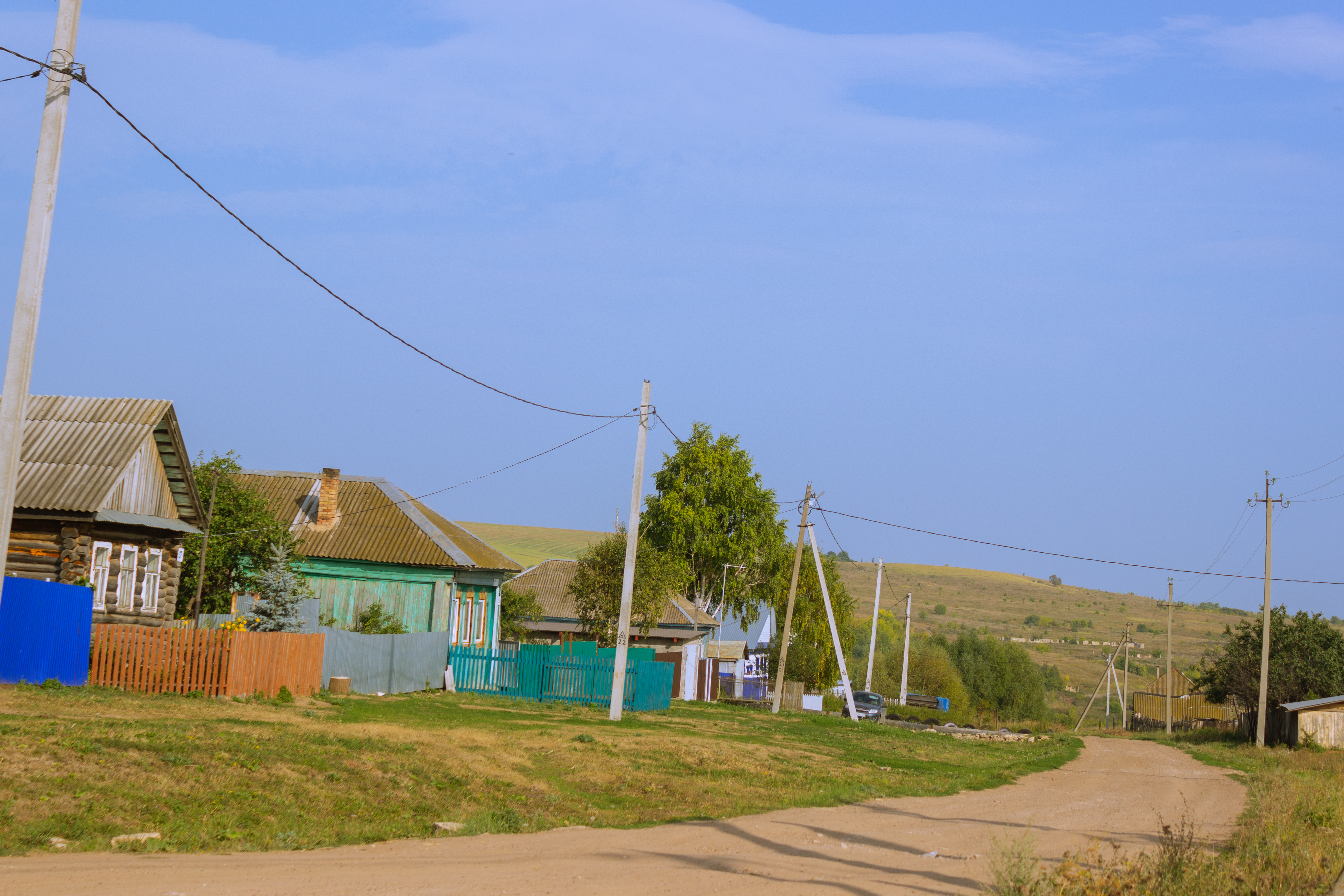
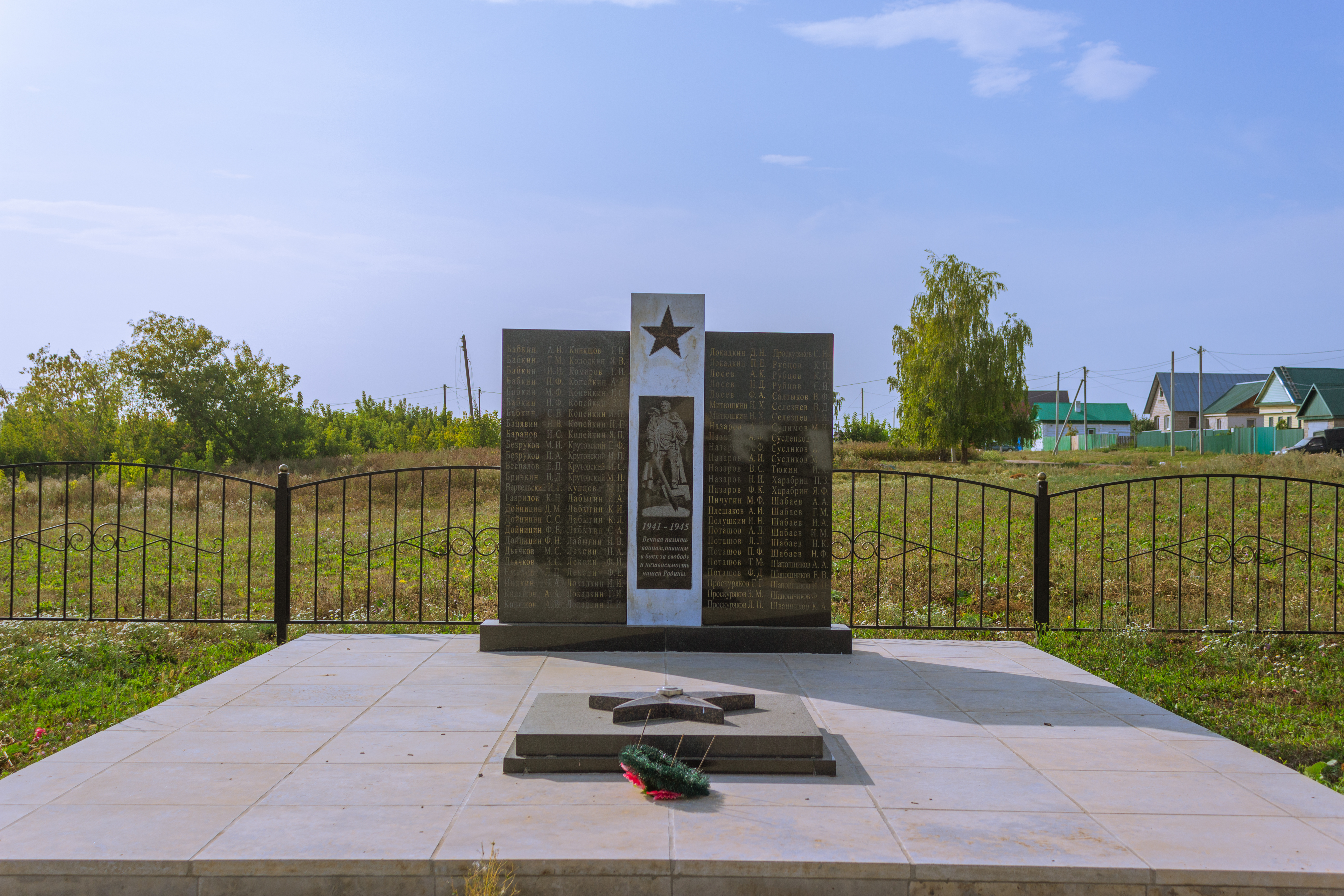

## Географическое положение
Находится на берегу реки Белой.
Расстояние до:
- районного центра (Благовещенск): 12 км,
- центра сельсовета (Николаевка): 3 км,
- ближайшей ж/д станции (Загородная): 34 км.

## Религия
В деревне есть православная церковь Покрова Пресвятой Богородицы.